# あみーご×あみーが
『あみーご×あみーが』は、瀬口たかひろによる日本の漫画。『ヤングガンガン』（スクウェア・エニックス）2005年19号から2006年22号まで連載されたサッカー漫画。単行本は全2巻。

## ストーリー
難聴の女子高生・犬丸りるかは「国立競技場のピッチに立ちたい」と言う幼少からの夢を実現したい一心で、10年前に県大会優勝・全国大会出場を果たした博多の森高校へ転校しサッカー部の門を叩く。しかし、サッカー部は10年前のような天才的プレーヤーが彗星の如く出現することに淡い期待を抱く無気力な部員ばかりで、廃部寸前の惨憺たる状況であった。
どうしても選手としてサッカー部に入りたいと言うりるかに対し、主将の塚本は「2対2の練習試合で、りるかが目隠しをした状態でゴールを決めたら入部を許可する」と言う条件を出すのだが…。

## 登場人物
犬丸 りるか（いぬまる りるか）
高校1年。何よりもサッカーを愛する難聴の少女。幼少から抱き続けて来た国立競技場のピッチに立つ夢をどうしても諦め切れず、聾学校から博多の森高校へ転校する。プレーのセンスは健常者のそれを凌ぐものを持っている。言葉は片言でたどたどしいが、喋ることはできる。
神条 銀（かみじょう ぎん）
高校1年。「伝説」に淡い期待を抱くだけで堕落する一方のサッカー部に失望し先輩達と大喧嘩をした渦中でりるかと出会い、失いかけていたサッカーに対する情熱を次第に取り戻す。
マリオ・塚本（マリオ・つかもと）
サッカー部主将。ポジションはゴールキーパー。イタリア・セリエAで活躍した有名キーパーの隠し子。廃部寸前のサッカー部で何人もの女子マネージャーをメイドとして侍らせている。
圭吾（けいご）
銀の同級生だが、留年を繰り返しており、年齢は18歳。サッカー部員ではない。自称・りるかちゃんファンクラブ会長。
田畑 幸（たばた みゆき）
銀の同級生。
レジーナ
塚本の父の仲介で、ブラジルから空席だったサッカー部監督に招かれたサンバダンサー。何故か大阪弁で喋る。
服部（はっとり）
保健医・サッカー部部長。10年前の「伝説」を知る数少ない人物。
紺野 丈一郎（こんの じょういちろう）
10年前、彗星の如く現れて博多の森高校を福岡県大会優勝・全国大会出場へ導いた伝説の選手。小柄で、靴のサイズ23cm。そのスパイクは部の宝として神棚に祀られている。

## 単行本
1. 2006年7月25日初版 ISBN 4757517092
2. 2007年1月25日初版 ISBN 978-4-7575-1936-7（最終巻）